# Pan-Philippinische Straße

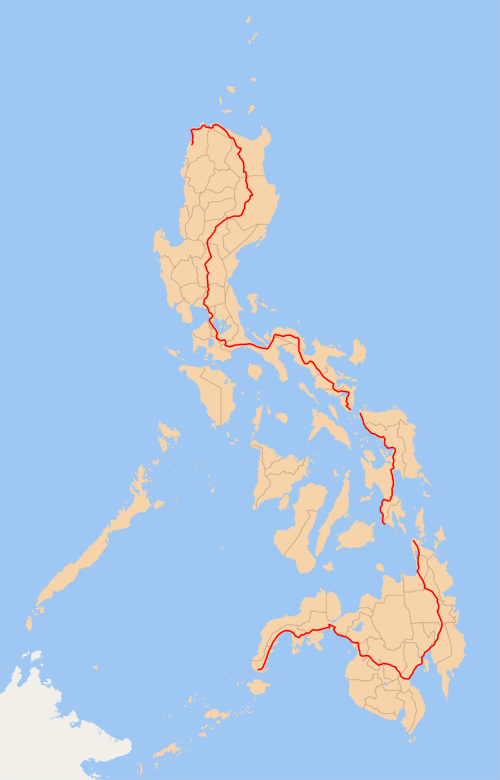
Route der Pan-Philippinischen Straße

Die Pan-Philippinische Straße (auch bekannt als Maharlika Highway) ist ein 3.500 km langes Netzwerk von Straßen, Brücken und Fährverbindungen, welches die Inseln Luzón, Samar, Leyte und Mindanao auf den Philippinen verbindet. Sie stellt die Hauptverkehrsader des Landes dar und verbindet Laoag City im Norden (über Manila, Legazpi City, Tacloban City und Davao City) mit Zamboanga City im Süden des Archipels. Im Asiatischen Fernstraßen-Projekt hat sie die Straßennummer AH26.

## Erstellung
Die Straße wurde im Jahre 1965 mit der Absicht der Regierung in Auftrag geben, die Agrarproduktion durch das Straßennetz in Verbindung mit weiteren Straßenbauprojekten und den dadurch entstehenden geringeren Transportkosten ankurbeln zu können. Außerdem versprach man sich eine stärkere soziale und wirtschaftliche Entwicklung außerhalb der großen Stadtzentren sowie eine Zunahme der industriellen Produktion für in Inland- und Auslandsmarkt. Die Straße wurde erbaut und unterhalten durch Kredite und Zuwendungen ausländischer Institutionen, so beispielsweise von der Weltbank.
Einen zentralen Abschnitt stellt die San-Juanico-Brücke dar, die die Inseln Samar mit Leyte verbindet. Sie ist die längste Brücke des Landes und gilt als ein architektonisches Glanzstück. Das Straßennetz wurde 1997 mit Unterstützung der japanischen Regierung erneuert und ausgebaut, was der Straße den Namen Philippinisch-japanische Freundschaftsstraße einbrachte.
1998 hat das Ministerium für Tourismus 35 Abschnitte der Straße zur „Panorama-Straße“ erklärt, die besondere Sehenswürdigkeiten für Touristen und Reisende darstellen.